# Gerichtsbezirk Castelnuovo
Der Gerichtsbezirk Castelnuovo (italienisch: distretto giudiziario Castelnuovo; slowenisch: občina židovska Podgrad, kroatisch: kotarsko satničtvo Podgrad) war ein dem Bezirksgericht Castelnuovo unterstehender Gerichtsbezirk in der Markgrafschaft Istrien.
Der Gerichtsbezirk umfasste Gebiete im Norden Istriens bzw. im heutigen Slowenien. Nach dem Ersten Weltkrieg musste Österreich den gesamten Gerichtsbezirk an Italien abtreten, nach dem Zweiten Weltkrieg gelangte das Gebiet an Jugoslawien. Er ist heute Teil der slowenischen Gemeinde Ilirska Bistrica.

## Geschichte
Um 1850 wurde in Istrien so wie im gesamten Kaisertum Österreich die ursprüngliche Patrimonialgerichtsbarkeit aufgelöst. In der Folge wurde unter anderen der Gerichtsbezirk Castelnuovo geschaffen. Der Gerichtsbezirk unterstand dem für die gesamte Grafschaft zuständigen Landesgericht Rovigno, das wiederum dem Oberlandesgericht Triest, das am 1. Mai 1850 seine Tätigkeit aufnahm, unterstellt war.
Auch nachdem Istrien bzw. Triest sowie Görz und Gradisca vom ursprünglichen Kronland Küstenland ihre Selbständigkeit als Kronland erlangten, blieb das Oberlandesgericht Triest die oberste Instanz für den Gerichtsbezirk Castelnuovo.
Der Gerichtsbezirk Castelnuovo bildete im Zuge der Trennung der politischen von der judikativen Verwaltung
ab 1868 gemeinsam mit dem Gerichtsbezirk Volosca (Volosko) den Bezirk Volosca.
Der Gerichtsbezirk Castelnuovo wies 1869 eine Bevölkerung von 12.319 Personen auf.
Bis 1910 wuchs die Einwohnerzahl auf 16.689 an, davon hatten 13.623 Personen Kroatisch (81,6 %) als Umgangssprache angegeben, 3.031 sprachen Slowenisch (18,2 %), 7 Italienisch und 7 Deutsch. Der Bezirk umfasste zuletzt eine Fläche von 421,31 km² bzw. drei Gemeinden.
Durch die Grenzbestimmungen des am 10. September 1919 abgeschlossenen Vertrages von Saint-Germain wurde der Gerichtsbezirk Castelnuovo zur Gänze Italien zugeschlagen. Nach dem Zweiten Weltkrieg gelangte das Gebiet des ehemaligen Gerichtsbezirks an Jugoslawien, das Gebiet ist seit 1991 Teil der Republik Slowenien.
| Jahr | Ein- wohner | Deutsch- sprachige | Italienisch- sprachige | Slowenisch- sprachige | Kroatisch- sprachige |
| ---- | ----------- | ------------------ | ---------------------- | --------------------- | -------------------- |
| 1869 | 12.319      |                    |                        |                       |                      |
| 1880 | 15.936      | 22                 | 39                     | 10.137                | 5.719                |
| 1890 | 16.340      | 26                 | 24                     | 12.440                | 3.817                |
| 1910 | 16.689      | 7                  | 7                      | 13.623                | 3.031                |

## Gerichtssprengel
Der Gerichtsbezirk Castelnuovo umfasste Ende Februar 1918 die drei Gemeinden Castelnuovo (Podgrad), Jelschane (Jelšane) und Matteria (Materija).